# Naturgeist

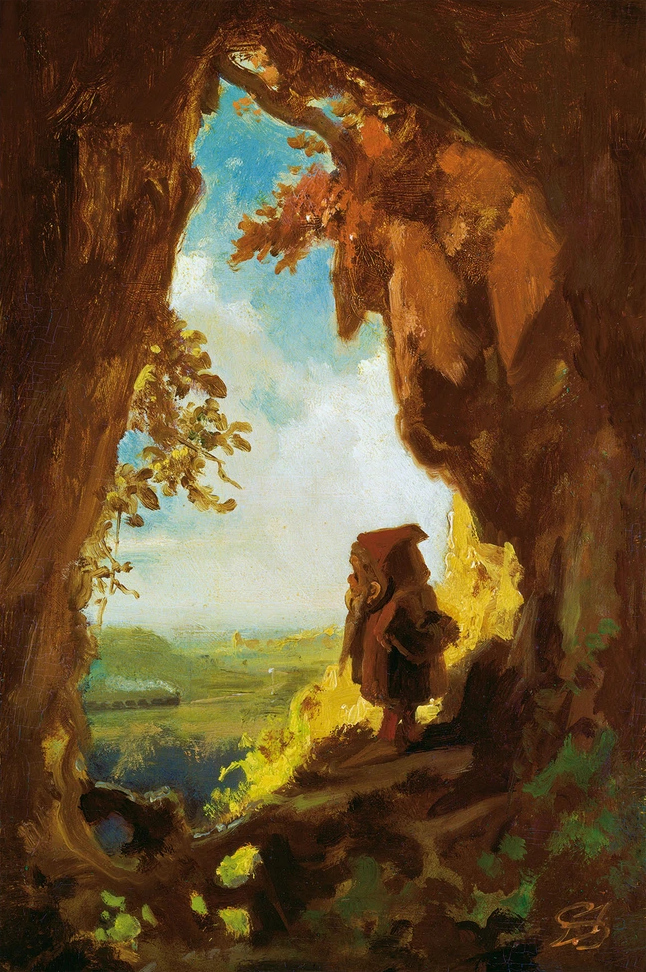
Gnom, Eisenbahn betrachtend. Dieses um 1884 von Carl Spitzweg geschaffene Gemälde symbolisiert die Verdrängung der Natur, und damit der Naturgeister, durch die Industrialisierung.

Naturgeist ist eine volkskundliche Sammelbezeichnung für Geistwesen, die eher der Natur als der Kultur zugeordnet werden können.

## Naturgeister in der Volkskunde

### Definitionsversuche
Als „Geist“ wird in der Volkskunde fachsprachlich „ein übernatürliches Wesen“ bezeichnet, „das weder menschlich noch göttlich ist.“ Die Begriffe „Geist“, „Gespenst“ und „Dämon“ werden hier allerdings auch meist synonym benutzt. Wie Lutz Röhrich für die Enzyklopädie des Märchens schreibt, sei es „fast unmöglich, in die Vielgestalt der Geisterwelt eine Systematik zu bringen.“ Er führt einige Ansätze an, mit denen die unter dem Begriff Geister zusammengefassten Wesen dennoch kategorisiert werden könnten. Möglich ist etwa die Unterscheidung der Geister nach der ihnen zugeschriebenen Funktion, d. h. in Schutzgeister, Krankheitsgeister, Poltergeister usw. Wobei Letztere oft genauso gut einer eigenen Kategorie der Totengeister zugeordnet werden können. Ein anderer Ansatz unterscheidet die Geister in Kulturgeister und Naturgeister, je nachdem, in welchem der beiden Bereiche ihr Aufenthaltsort vorgestellt wird. Kulturgeister wären etwa Hausgeister und der Schiffsgeist Klabautermann. Zu den Naturgeistern zählt Röhrich die Elementargeister, Wassergeister, Berggeister, Waldgeister, Feldgeister usw. Eine ähnliche Unterscheidung nimmt Leander Petzoldt in seinem Kleinen Lexikon der Dämonen und Elementargeister vor: Er setzt die Begriffe „Naturgeist“ und „Elementargeist“ synonym und grenzt diese von den „Kulturgeistern“ und den „Totengeistern“ ab.
Diese Kategorisierungsversuche gehen allerdings häufig nicht klar auf, es kommt zu Überschneidungen und Widersprüchen. So können etwa die klassischerweise als Naturgeister geltenden Moosweiblein und Nixen auch als Hausgeister auftreten. Die volkskundlich als Naturgeister klassifizierten Wesen galten den an sie glaubenden Christen zudem häufig als Arme Seelen, d. h. als Totengeister, die als Strafe für ihre Sünden zu diesem Dasein verdammt worden seien. Auch die weitergehende Unterteilung von Naturgeistern in Untergruppen ist problematisch, so werden etwa die als Waldgeister klassifizierten Wesen auch häufig auf Bergen und Wiesen vorgestellt.

### Naturgeister als kulturelles Phänomen
Kulturwissenschaftlich lassen sich die unterschiedlichen Traditionen in Bezug auf als Naturgeister bezeichenbare Wesen aus den unterschiedlichen Kontexten ihrer Träger erklären. Schon in Mitteleuropa unterscheiden sich die Naturräume und die damit zusammenhängenden Lebens- und Wirtschaftsformen erheblich, entsprechend unterschieden sich die Naturgeistervorstellungen eines Bauern in den Bergen von denen eines Bauern an der Küste, eines Bergarbeiters von denen eines Waldarbeiters usw. Innerhalb dieser Gesellschaften hängen die Naturgeistervorstellungen eines Menschen dann noch spezieller von seiner oder ihrer sozialen Stellung ab: Im gleichen Bauernhaus kann der reiche Bauer anderes berichten als sein Gesinde.
Der Biologin und bayerischen Heimatkundlerin Gertrud Scherf zufolge erfüllt der Glaube an Naturgeister drei Funktionen:
- Mittlerfunktion: Naturgeister werden von den Menschen als Mittlerinstanz zwischen ihnen selbst und der Natur bzw. den Göttern vorgestellt. Naturereignisse gelten damit als das bewusste Handeln von Wesenheiten, entsprechend könne man diese Ereignisse beeinflussen, wenn man die Wünsche, Warnungen und Regeln der Geister beachtet.
- Soziale Funktion: Wie von anderen Geistern wird auch von Naturgeistern vorgestellt, dass sie das soziale Verhalten der Menschen beobachten und entsprechend ermahnend, bestrafend oder belohnend eingreifen. In Erzählungen belohnen Naturgeister etwa Fleiß und Hilfsbereitschaft, bestrafen aber Gier und die Missachtung christlicher Feiertage. Dabei werden die Geister als den etablierten sozialen Normen folgend vorgestellt, sie stellen nicht die Gesellschaftsordnung an sich infrage, etwa den Feudalismus. Auch die Funktion als Kinderschreckfigur fällt in diesen Funktionsbereich.
- Psychische Funktion: Naturgeister können auch als Projektionsfläche für Ängste und Hoffnungen dienen, beispielsweise für finanzielle und sexuelle Wünsche.

In der Forschungsliteratur finden sich daneben weitere Funktionen, so konnten Naturgeister etwa für Heilungs- und Wahrsagerituale angerufen werden. Erzählungen über Naturgeister können zudem ätiologisch Landschaftsformen erklären oder auch schlicht der Unterhaltung dienen.
Scherf beschreibt die historische Entwicklung des mitteleuropäischen Naturgeisterglaubens im Kontext der Religionsgeschichte. Die ihr zufolge aus vorchristlicher Zeit stammenden Naturgeister seien im Zuge der Christianisierung diabolisiert, d. h. durch die Interpretatio Christiana als zwar existierende, aber böse Dämonen erklärt worden. In der Frühen Neuzeit wurde der Glaube an Naturgeister sowohl von den Reformatoren als auch von den Gegenreformatoren zum Aberglauben erklärt und als solcher bekämpft. Martin Luther und andere geistige Führer sahen diese Wesen dabei durchaus weiterhin als reale Dämonen an. Im Zuge der Aufklärung wurde der Glaube an Naturgeister schließlich als schlicht falsch erklärt. Relikttheoretische Interpretationen dieser Art sind in der aktuellen Forschung allerdings in die Kritik geraten. Geschichtswissenschaftliche Analysen zeigen, dass es sich beispielsweise bei frühneuzeitlichen Naturgeistervorstellungen nicht einfach um den letzten unberührten Rest einer vorchristlichen Tradition handelt, sondern dass alle Naturgeistervorstellungen immer mit ihrem aktuellen Kontext verbunden sind und von ihren Anhängern aktiv gestaltet werden.

## Naturgeister in gegenwärtigen Religionen
Auch in einigen gegenwärtigen Religionen spielen Wesen eine Rolle, die fachsprachlich-etisch als Naturgeister klassifiziert werden können bzw. die von den an sie Glaubenden auch selbst emisch als solche bezeichnet werden. Beispiele für erstere Begriffsverwendung finden sich in etlichen ethnischen Religionen, Beispiele für letztere finden sich in Formen der Esoterik und des Neopaganismus.
Rudolf Steiner übernahm in die von ihm begründete Anthroposophie die Elementargeistersystematik des Paracelsus und deutete diese Wesen als Naturgeister. Wie in anderen Richtungen der Esoterik auch werden Naturgeister hier als der materialistischen und moralisch verdorbenen Zivilisation entgegengesetzt vorgestellt und mit Eigenschaften belegt, die an den modernen Menschen vermisst werden (Naturverbundenheit, Hilfsbereitschaft, Ehrlichkeit etc.). Der Kontakt oder Umgang mit diesen Elementar- bzw. Naturgeistern spielt heute in der Waldorfpädagogik und in der Biologisch-dynamische Landwirtschaft eine Rolle.
Innerhalb derselben religiösen Bewegung kann es unterschiedliche Positionen gegenüber der Vorstellung von Naturgeistern geben. Der britische Religionsphänomenologe Andy Letcher beispielsweise untersuchte die Rolle, die sog. Fairies für die öko-paganen Demonstranten gegen britische Straßenbauprogramme in den 1990er Jahren spielten. Er fand drei verschiedene Arten des Bezugs auf Naturgeister:
- Erstens Ablehnung: Die linksradikalen Teile der Demonstranten werteten die Fairy-Anhänger als nicht systemkritisch genug ab. Aber auch diese linken Demonstranten folgten der in der Bewegung als einigendes Band fest etablierten, metaphorischen Fairy-Sprache, etwa in dem auch sie die Sabotage an Baugeräten als „pixieing“ bezeichneten.
- Zweitens Symbolische Identifikation mit Naturgeistern: Viele Demonstranten gewannen ihre Identität darüber, sich symbolisch mit Naturgeistern gleichzusetzen. Genau wie diese seien sie das „kleine Volk“ („little people“), das außerhalb der normalen menschlichen Gesellschaft lebt und seinen eigenen Gesetzen folgt. Damit konnten sie z. B. ihre kriminellen Sabotageakte für sich selbst eben als „pixieing“ legitimieren, d. h. als harmloseren Streich.
- Drittens Tatsächlicher Glaube an Naturgeister: Manche Demonstranten gingen davon aus, dass die Natur von Fairies und anderen Geistern belebt sei. Ihrem aus der Romantik stammendem Naturverständnis folgend sahen die Demonstranten die Naturgeister als im Konflikt mit der korrupten Zivilisation der modernen Menschen stehend. Die Demonstranten gingen davon aus, dass sie und die Naturgeister sich gegenseitig halfen. Unter dem Einfluss von Alkohol, psilocybinhaltigen Pilzen und anderen Drogen kam es immer wieder zu Sichtungen von Naturgeistern, was die Aktivisten in ihrem Vorgehen weiter bestärkte.